# Jubileu de Ouro de Isabel II do Reino Unido
O Jubileu de Ouro da rainha Isabel II ou Elizabeth II refere-se a 50.º aniversário da coroação de Isabel II do Reino Unido. A efeméride foi marcada por uma série de eventos festivos realizados ao longo do mês de junho de 2002, na Inglaterra e em países da Commonwealth. 
Elisabeth II/Isabel II foi coroada logo após a morte de Jorge VI, em 6 de fevereiro de 1952. 
Apesar das mortes da Princesa Margarida e da Rainha-mãe, em fevereiro e março do mesmo ano, respectivamente, Isabel II participou de todos os eventos oficiais previstos, na companhia de seu consorte, Príncipe Filipe. Durante 12 meses, o casal real visitou as Caraíbas, o Reino Unido e por último o Canadá, rematando o ano jubilar com a marca de 64.000 km percorridos.